# جورج صموئيل دوغرتي
جورج صموئيل دوغرتي (بالإنجليزية: George Samuel Dougherty)‏ هو ضابط شرطة أمريكي، ولد في 5 أبريل 1865 في كريسونا في الولايات المتحدة، وتوفي في 16 يوليو 1931 في فلاشينغ ‏ في الولايات المتحدة.